# Merry Pranksters

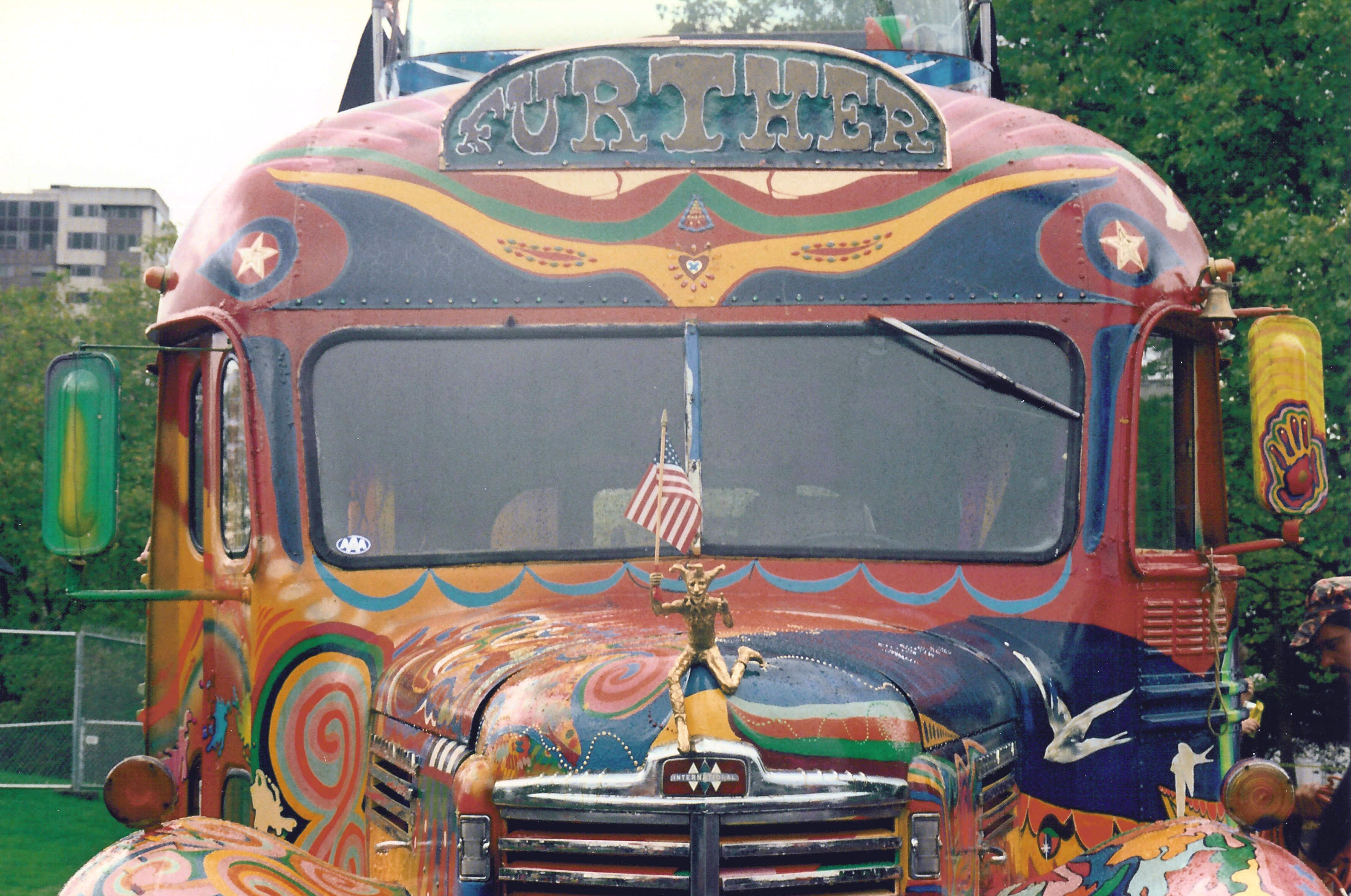
Furthur bus del gruppo Merry Pranksters

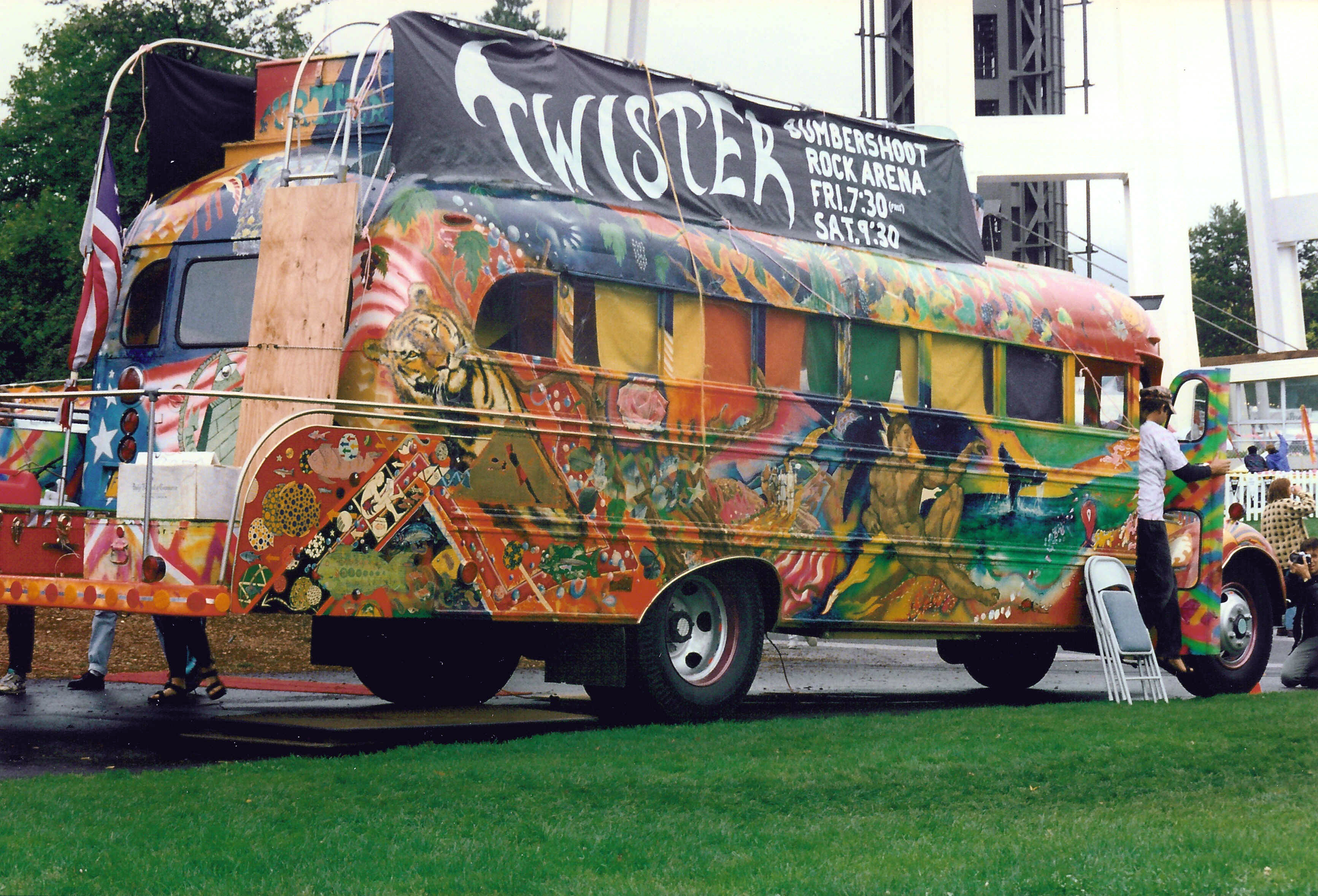
Furthur

Prende il nome di Merry Pranksters (Allegri burloni) un movimento formato da un gruppo di amici dello scrittore Ken Kesey nel 1962, con base in California, rifacentesi alla filosofia Hippy. Si sviluppò nel periodo di transizione fra la Beat Generation e il movimento Hippie.
Furono tra i principali fautori dell'utilizzo delle sostanze psichedeliche.
Nell'estate del 1964, attraversarono gli Stati Uniti a bordo di uno scuola-bus decorato con disegni psichedelici, improvvisando concerti, reading e jam session e distribuendo LSD gratuitamente.
Neal Cassady, figura emblematica della Beat Generation, alter ego di Dean Moriarty (personaggio principale di Sulla strada di Jack Kerouac), fece parte del gruppo.
I Merry Pranksters sono ritenuti tra i precursori del movimento hippie.
La loro storia è raccontata da Tom Wolfe nel suo libro,  The electric Kool-aid Acid Test.

## Origine del nome
In un'intervista su BBC World Service nell'agosto 2014, Ken Babbs ha suggerito che il nome "The Merry Pranksters" fosse la sua idea:
Kesey e George Walker e io eravamo fuori a girovagare e il resto della banda era seduto attorno a un fuoco nella casa di Kesey a La Honda, e quando tornammo era buio e Mike Hagen chiamò "Halt! Chi va là?" E di punto in bianco ho detto: "Sono io, l'intrepido viaggiatore, a venire a guidare la sua allegra banda di burloni in tutta la nazione, nell'ordine inverso dei pionieri! E il nostro motto sarà 'l'obliterazione di tutta la nazione '... non presi alla lettera, ovviamente, non faremo esplodere i loro edifici, faremo esplodere le loro menti!

## Membri

### Sull'autobus
Sebbene molti amici e colleghi trascorsero del tempo con Kesey nel suo ranch di La Honda, California, nelle montagne di Santa Cruz, a sud di San Francisco, il gruppo principale di 14 persone che divenne la "Merry Band of Pranksters", che guidò attraverso il paese nel 1964 sono stati:
- Ken Kesey (Il capo, bandiera del capitano, o Swashbuckler), autore (1935-2001)
- Neal Cassady (limite di velocità), autista (in direzione est), autore (1926-1968)
- Cathy Casamo (Stark Naked o Beauty Witch), attrice, fidanzata di Larry Hankin
- Ron Bevirt (Hassler), fotografo (1939-)
- Ken Babbs (Viaggiatore intrepido), autore, fidanzato di Paula Sundsten (1939-)
- John Babbs (a volte scomparso), fratello maggiore di Ken Babbs (1937-2012)
- Jane Burton (Generalmente famosa), professoressa di filosofia di Stanford, incinta all'epoca
- Sandy Lehmann-Haupt (Smontare), tecnico del suono (1942-2001)
- Paula Sundsten (Gretchen Fetchin o Slime Queen), fidanzata di Ken Babbs
- Mike Hagen (Malfunzionamento), cameraman
- George Walker (Appena visibile)
- Steve Lambrecht (Zonker), uomo d'affari (1942-1998)
- Chuck Kesey (Fratello Charlie), il fratello di Ken
- Dale Kesey (High Charged), cugino di Ken, "cappellano degli autobus"
- Linda Breen (Anonimo) La fuggiasca di 14 anni che è salita in Canada durante il viaggio originale